# Bank Rezerwy Nowej Zelandii
Bank Rezerwy Nowej Zelandii (ang. Reserve Bank of New Zealand, RBNZ) – bank centralny Nowej Zelandii. Został założony w roku 1934, a obecnie funkcjonuje na podstawie ustawy the Reserve Bank of New Zealand Act z roku 1989. Jest odpowiedzialny za walutę (dolar nowozelandzki) i za politykę monetarną.
W 1990 roku jako pierwszy bank centralny na świecie przyjął cel inflacyjny.